# Ignaz Krepp

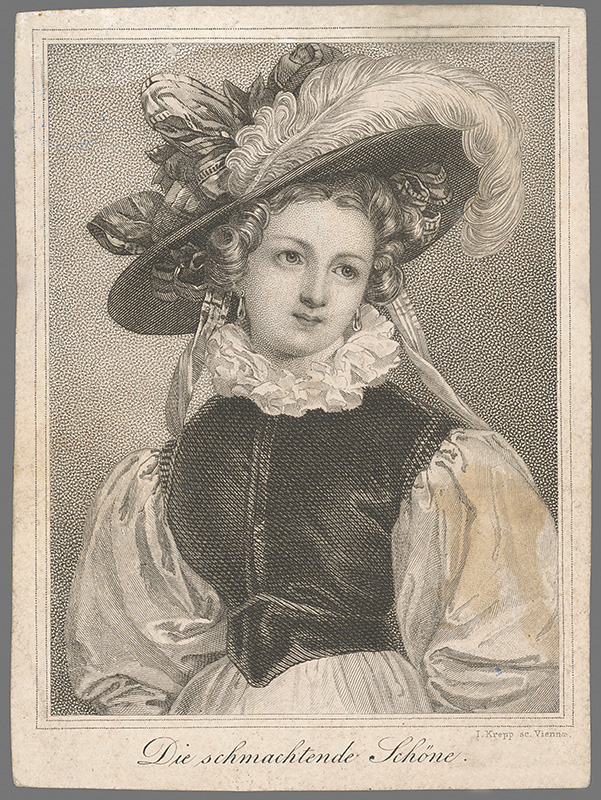
Die schmachtende Schöne

Ignaz Krepp (* 19. Juli 1801 in Wien; † 4. Juni 1853 ebenda) war ein österreichischer Kupfer- und Stahlstecher.
Seit dem 27. Juni 1814 studierte er an der Wiener Kunstakademie bei Karl Gsellhofer und Hubert Maurer. Krepp studierte auch Kunst der Antike bei Franz Caucig.
Krepp war anfangs als Kupferstecher im Unternehmen von Blasius Höfel tätig, wurde später Mitarbeiter von Franz Xaver Stöber.
Er schuf Porträts und Genredarstellungen in Kupfer- und Stahlstich nach Vorlagen von Josef Kriehuber, Franz Eybl, Johann Ender, Anton Einsle, Friedrich von Amerling, Leander Russ sowie von Meistern der Renaissance und Barock. Er illustrierte auch Bücher.
Sein Sohn Friedrich Krepp (* 1829) studierte ab 1842 an der Wiener Kunstakademie, malte vor allem religiöse Historienbilder und Porträts.